# Straat Sape
De Straat Sape (Indonesisch: Selat Sape) is een zeestraat in de Indonesische archipel en ligt in een gebied met eilanden die bekend zijn als de Kleine Soenda-eilanden. De zeestraat is gelegen tussen de eilanden Sumbawa, aan de westzijde en Komodo, aan de oostzijde. De Straat Sape verbindt de noordelijk gelegen Bali- en Floreszee met de Straat Sumba in het zuiden. Ook vormt het de grens tussen de Indonesische provincies West- en Oost-Nusa Tenggara.